# فرودگاه فورت چیپواین
فرودگاه فورت چیپواین (به انگلیسی: Fort Chipewyan Airport) یک فرودگاه همگانی با کد یاتا YPY است که یک باند فرود آسفالت دارد. این فرودگاه در کشور کانادا قرار دارد .

## شرکت‌های هواپیمایی و مقصدهای پروازی

### مسافری
| شرکت‌های هواپیمایی | مقصدهای پروازی            |
| ----------------- | ------------------------- |
| McMurray Aviation | Fort McMurray             |
| نورث‌وسترن ایر     | Fort McMurray، فورت اسمیث |